# Géraudot
Géraudot település Franciaországban, Aube megyében. Lakosainak száma 339 fő (2022. január 1.). Géraudot Dosches, Lusigny-sur-Barse, Mesnil-Saint-Père, Piney és Rouilly-Sacey községekkel határos.

## Népesség
A település népessége az elmúlt években az alábbi módon változott:
| Lakosok száma | 246  | 255  | 274  | 288  | 314  | 328  | 337  | 337  | 336  | 339  |
|               | 1968 | 1982 | 1990 | 2006 | 2013 | 2015 | 2017 | 2019 | 2020 | 2022 |